# Hiroshima Big Arch
Het Hiroshima Big Arch (Japans: 広島ビッグアーチ) is een multifunctioneel stadion in Hiroshima, een stad in Japan.
In het stadion is plaats voor 50.000 toeschouwers. Er ligt een grasveld van 107 bij 73.3 meter en daaromheen een atletiekbaan. Door deze atletiekbaan is een deel van de tribune relatief ver van het veld verwijderd. Het stadion wordt vooral gebruikt voor voetbal en atletiekwedstrijden, de voetbalclub Sanfrecce Hiroshima maakt gebruik van dit stadion.
Vanwege de sponsor wordt het vanaf 2013 ook Edisonstadion (エディオンスタジアム広島) genoemd. In de lokale taal wordt het stadion Hiroshima Biggu Āchi genoemd. Waarbij Āchi, of in het Engels Arch, 'boog' betekent. Boven een van de tribunes is een boog gebouwd waar het stadion de naam aan te danken heeft.
Het stadion werd geopend in 1992 en werd gebruikt voor het Aziatisch kampioenschap voetbal 1992. Er werden zes groepswedstrijden, de troostfinale en de finale tussen Japan en Saoedi-Arabië gespeeld. Een jaar later waren er wedstrijden op het wereldkampioenschap voetbal onder 17 van 1993. Er werden zes groepswedstrijden, een kwartfinale en een halve finale gespeeld. Er werd ook gebruik van gemaakt tijdens de Aziatische Spelen van 1994.